# Rüdiger Neitzel
Rüdiger Neitzel (Solingen, 16 de março de 1963) é um ex-jogador de handebol profisional alemão. Ganhou medalha de prata nos Jogos Olímpicos de Verão de 1984.
Rüdiger Neitzel fez seis partidas com 13 gols. 